# Giải vô địch bóng đá nữ U-17 châu Âu 2011

Các đội dự vòng chung kết và thành tích thi đấu

Giải vô địch bóng đá nữ U-17 châu Âu 2010 diễn ra tại Thụy Sĩ từ 22 đên 26 tháng 6 năm 2010. Tây Ban Nha giành chức vô địch sau chiến thắng trước Pháp trong trận chung kết.

## Vòng loại

### Vòng loại thứ nhất
Có bốn muơi đội tuyển tham gia vòng này. Các đội được chia thành mưới bảng bốn đội. Mười đội nhất và năm đội nhì xuất sắc nhất tiến vào vòng loại thứ hai. Đức được đặc cách vào thẳng vòng này.
Chủ nhà các bảng đấu loại được in nghiêng. Giờ thi đấu là CET.

#### Bảng 1
| Đội        | Tr | T | H | B | BT | BB | HS  | Đ |
| ---------- | -- | - | - | - | -- | -- | --- | - |
| Phần Lan   | 3  | 2 | 1 | 0 | 9  | 0  | +9  | 7 |
| Na Uy      | 3  | 1 | 2 | 0 | 11 | 3  | +8  | 5 |
| Serbia     | 3  | 0 | 2 | 1 | 4  | 5  | −1  | 2 |
| Kazakhstan | 3  | 0 | 1 | 2 | 1  | 17 | −16 | 1 |

| Phần Lan                                                                                       | 8 – 0    | Kazakhstan |
| ---------------------------------------------------------------------------------------------- | -------- | ---------- |
| Honkanen 18', 30', 35' · Heroum 27' · Säppi 49' · Kemppi 53' · Hälinen 58' · Jaakonsaari 80+3' | Chi tiết |            |

| Na Uy                                   | 3 – 3    | Serbia                                          |
| --------------------------------------- | -------- | ----------------------------------------------- |
| Hansen 10' · Reiten 22' · Hegerberg 31' | Chi tiết | Pešić 13' · J. Damnjanović 18' · J. Ćubrilo 58' |

| Phần Lan     | 1 – 0    | Serbia |
| ------------ | -------- | ------ |
| Kemppi 80+1' | Chi tiết |        |

| Kazakhstan | 0 – 8    | Na Uy |
| ---------- | -------- | --- |
|            | Chi tiết | Eide 7' · Nurusheva 21' (l.n.) · Hegerberg 33', 37', 40' (ph.đ.) · Sandtrøen 36' · Tomter 44' · Haugstad 53' |

| Na Uy | 0 – 0    | Phần Lan |
| ----- | -------- | -------- |
|       | Chi tiết |          |

| Serbia                       | 1 – 1    | Kazakhstan |
| ---------------------------- | -------- | ---------- |
| J. Damnjanović 80+5' (ph.đ.) | Chi tiết | Pazyl 12'  |

#### Bảng 2
| Đội              | Tr | T | H | B | BT | BB | HS  | Đ |
| ---------------- | -- | - | - | - | -- | -- | --- | - |
| Cộng hòa Séc     | 3  | 3 | 0 | 0 | 13 | 0  | +13 | 9 |
| Cộng hòa Ireland | 3  | 2 | 0 | 1 | 5  | 2  | +3  | 6 |
| Bắc Ireland      | 3  | 1 | 0 | 2 | 4  | 4  | 0   | 3 |
| Bắc Macedonia    | 3  | 0 | 0 | 3 | 0  | 16 | −16 | 0 |

| Cộng hòa Séc                                                                            | 8 – 0    | Bắc Macedonia |
| --------------------------------------------------------------------------------------- | -------- | ------------- |
| Danihelková 4', 16' · Necidová 26' · A. Šturmova 37', 76' · E. Šturmová 46', 80', 80+3' | Chi tiết |               |

| Cộng hòa Ireland | 1 – 0    | Bắc Ireland |
| ---------------- | -------- | ----------- |
| Jarrett 76'      | Chi tiết |             |

| Cộng hòa Séc                                        | 3 – 0    | Bắc Ireland |
| --------------------------------------------------- | -------- | ----------- |
| E. Šturmová 17' · A. Šturmova 24' · Danihelková 45' | Chi tiết |             |

| Bắc Macedonia | 0 – 4    | Cộng hòa Ireland                         |
| ------------- | -------- | ---------------------------------------- |
|               | Chi tiết | Newman 13' · Shine 19', 46' · McCabe 45' |

| Cộng hòa Ireland | 0 – 2    | Cộng hòa Séc                      |
| ---------------- | -------- | --------------------------------- |
|                  | Chi tiết | Danihelková 54' · E. Šturmová 72' |

| Bắc Ireland                           | 4 - 0    | Bắc Macedonia |
| ------------------------------------- | -------- | ------------- |
| Magill 14', 26', 67' · Connolly 80+2' | Chi tiết |               |

#### Bảng 3
| Đội      | Tr | T | H | B | BT | BB | HS  | Đ |
| -------- | -- | - | - | - | -- | -- | --- | - |
| Đan Mạch | 3  | 3 | 0 | 0 | 11 | 1  | +10 | 9 |
| Slovenia | 3  | 2 | 0 | 1 | 3  | 4  | −1  | 6 |
| Hungary  | 3  | 1 | 0 | 2 | 8  | 5  | +3  | 3 |
| Moldova  | 3  | 0 | 0 | 3 | 1  | 13 | −12 | 0 |

| Đan Mạch                                                                       | 6 – 0    | Moldova |
| ------------------------------------------------------------------------------ | -------- | ------- |
| Jans 5' · Knudsen 14' · Jensen 21' · Andersen 38' · Madsen 67' · Søgaard 80+1' | Chi tiết |         |

| Hungary      | 1 – 2    | Slovenia                  |
| ------------ | -------- | ------------------------- |
| Mosdóczi 58' | Chi tiết | Rupreht 76' · Begič 80+5' |

| Đan Mạch                            | 3 – 0    | Slovenia |
| ----------------------------------- | -------- | -------- |
| Jensen 8' · Rask 22' · Andersen 52' | Chi tiết |          |

| Moldova    | 1 – 6    | Hungary                                                       |
| ---------- | -------- | ------------------------------------------------------------- |
| Chiper 63' | Chi tiết | Bereczki 9' (ph.đ.), 76' · Csiszár 12', 54' · Zeller 25', 41' |

| Hungary      | 1 – 2    | Đan Mạch                    |
| ------------ | -------- | --------------------------- |
| Mosdóczi 11' | Chi tiết | Jensen 27' · Andersen 40+2' |

| Slovenia  | 1 – 0    | Moldova |
| --------- | -------- | ------- |
| Eržen 23' | Chi tiết |         |

#### Bảng 4
| Đội         | Tr | T | H | B | BT | BB | HS  | Đ |
| ----------- | -- | - | - | - | -- | -- | --- | - |
| Tây Ban Nha | 3  | 3 | 0 | 0 | 16 | 0  | +16 | 9 |
| Hà Lan      | 3  | 2 | 0 | 1 | 17 | 1  | +16 | 6 |
| Belarus     | 3  | 1 | 0 | 2 | 2  | 5  | −3  | 3 |
| Gruzia      | 3  | 0 | 0 | 3 | 0  | 29 | −29 | 0 |

| Hà Lan                               | 3 – 0    | Belarus |
| ------------------------------------ | -------- | ------- |
| Coolen 27' · Janssen 53' · Drost 62' | Chi tiết |         |

| Tây Ban Nha | 13 – 0   | Gruzia |
| --- | -------- | ------ |
| Ortiz 8', 58', 72' · Valderas 11', 25', 34', 62', 64', 67' · Miriam Infante 20', 36' · De Castro 54' · Rodriguez 79' | Chi tiết |        |

| Tây Ban Nha               | 2 – 0    | Belarus |
| ------------------------- | -------- | ------- |
| De Castro 57' · Ortiz 73' | Chi tiết |         |

| Gruzia | 0 – 14   | Hà Lan |
| ------ | -------- | --- |
|        | Chi tiết | Moorrees 1' · Meinders 2', 7' · Kuijpers 4', 17', 40' · Kuikstra 5' · Mourmans 13', 50', 71', 72' · Braskamp 31' · Drost 58' · Becx 79' |

| Belarus                            | 2 – 0    | Gruzia |
| ---------------------------------- | -------- | ------ |
| Solokha 25' · Khryschenovich 40+2' | Chi tiết |        |

| Hà Lan | 0 – 1    | Tây Ban Nha   |
| ------ | -------- | ------------- |
|        | Chi tiết | De Castro 45' |

#### Bảng 5
| Đội      | Tr | T | H | B | BT | BB | HS  | Đ |
| -------- | -- | - | - | - | -- | -- | --- | - |
| Iceland  | 3  | 3 | 0 | 0 | 29 | 1  | +28 | 9 |
| Ý        | 3  | 2 | 0 | 1 | 12 | 5  | +7  | 6 |
| Litva    | 3  | 1 | 0 | 2 | 1  | 21 | −20 | 3 |
| Bulgaria | 3  | 0 | 0 | 3 | 0  | 15 | −15 | 0 |

| Ý                                         | 4 – 0    | Bulgaria |
| ----------------------------------------- | -------- | -------- |
| Roversi 3' · Giacinti 53', 73' · Re 80+1' | Chi tiết |          |

| Iceland | 14 – 0   | Litva |
| --- | -------- | ----- |
| Lúdvíksdóttir 9', 30', 60' (ph.đ.) · Óladóttir 13', 16', 20' · Prastadrottir 26', 29' · Antonsdottir 43' · Viggosdottir 45', 52' · Einarsdottir 54' · Jensen 75' · Elvarsdottir 77' | Chi tiết |       |

| Ý                                                                                    | 7 – 0    | Litva |
| ------------------------------------------------------------------------------------ | -------- | ----- |
| Giacinti 4', 8', 17' · Pugnali 10', 40+1' · Di Marino 33' · Vaičiulaitytė 61' (l.n.) | Chi tiết |       |

| Bulgaria | 0 – 10   | Iceland |
| -------- | -------- | --- |
|          | Chi tiết | Lúdvíksdóttir 4', 44' · Prastadrottir 9' · Abrahamsdottir 12' · Einarsdottir 24' · Óladóttir 58', 63', 75' · Antonsdottir 68', 80' |

| Iceland                                                      | 5 – 1    | Ý            |
| ------------------------------------------------------------ | -------- | ------------ |
| Lúdvíksdóttir 26' (ph.đ.), 37', 56', 59' · Prastadrottir 44' | Chi tiết | Giacinti 39' |

| Litva         | 1 – 0    | Bulgaria |
| ------------- | -------- | -------- |
| Vanagaitė 44' | Chi tiết |          |

#### Bảng 6
| Đội        | Tr | T | H | B | BT | BB | HS  | Đ |
| ---------- | -- | - | - | - | -- | -- | --- | - |
| Bỉ         | 3  | 2 | 1 | 0 | 10 | 0  | +10 | 7 |
| Anh        | 3  | 2 | 1 | 0 | 9  | 0  | +9  | 7 |
| Thổ Nhĩ Kỳ | 3  | 1 | 0 | 2 | 7  | 5  | +2  | 3 |
| Armenia    | 3  | 0 | 0 | 3 | 0  | 21 | −21 | 0 |

| Bỉ                                                                                         | 7 – 0    | Armenia |
| ------------------------------------------------------------------------------------------ | -------- | ------- |
| Lerinckx 3' · Leynen 27', 47' · Neyens 31' · Deneve 52' · Aga 71' (ph.đ.) · Van Gorp 80+3' | Chi tiết |         |

| Anh                             | 2 – 0    | Thổ Nhĩ Kỳ |
| ------------------------------- | -------- | ---------- |
| Gunton-Jones 27' · Williams 39' | Chi tiết |            |

| Armenia | 0 – 7    | Anh                                                               |
| ------- | -------- | ----------------------------------------------------------------- |
|         | Chi tiết | Williams 28' · Lawley 31' · Merrick 36', 48', 53' · Mead 56', 77' |

| Bỉ                                         | 3 – 0    | Thổ Nhĩ Kỳ |
| ------------------------------------------ | -------- | ---------- |
| Michez 11' · Leynen 40+1' · Van Gorp 80+5' | Chi tiết |            |

| Thổ Nhĩ Kỳ                                                    | 7 – 0    | Armenia |
| ------------------------------------------------------------- | -------- | ------- |
| Çınar 10', 59', 80' · Hız 12', 67' · Güngör 36' · Baştürk 48' | Chi tiết |         |

| Anh | 0 – 0    | Bỉ |
| --- | -------- | -- |
|     | Chi tiết |    |

#### Bảng 7
| Đội      | Tr | T | H | B | BT | BB | HS | Đ |
| -------- | -- | - | - | - | -- | -- | -- | - |
| Scotland | 3  | 3 | 0 | 0 | 6  | 1  | +5 | 9 |
| România  | 3  | 1 | 1 | 1 | 2  | 1  | +1 | 4 |
| Áo       | 3  | 1 | 1 | 1 | 2  | 3  | −1 | 4 |
| Ukraina  | 3  | 0 | 0 | 3 | 0  | 5  | −5 | 0 |

| Scotland | 1 – 0    | România |
| -------- | -------- | ------- |
| Weir 40' | Chi tiết |         |

| Ukraina | 0 – 1    | Áo             |
| ------- | -------- | -------------- |
|         | Chi tiết | Dujmenovic 69' |

| România        | 2 – 0    | Ukraina |
| -------------- | -------- | ------- |
| Cosma 27', 64' | Chi tiết |         |

| Scotland                     | 3 – 1    | Áo          |
| ---------------------------- | -------- | ----------- |
| Weir 20' (ph.đ.) · Grant 24' | Chi tiết | Posch 40+1' |

| Ukraina | 0 – 2    | Scotland        |
| ------- | -------- | --------------- |
|         | Chi tiết | Hunter 40', 72' |

| Áo | 0 – 0    | România |
| -- | -------- | ------- |
|    | Chi tiết |         |

#### Bảng 8
| Đội       | Tr | T | H | B | BT | BB | HS  | Đ |
| --------- | -- | - | - | - | -- | -- | --- | - |
| Thụy Điển | 3  | 3 | 0 | 0 | 8  | 2  | +6  | 9 |
| Pháp      | 3  | 2 | 0 | 1 | 15 | 3  | +12 | 6 |
| Croatia   | 3  | 0 | 1 | 2 | 2  | 9  | −7  | 1 |
| Israel    | 3  | 0 | 1 | 2 | 2  | 13 | −11 | 1 |

| Thụy Điển                             | 3 – 0    | Croatia |
| ------------------------------------- | -------- | ------- |
| Anker-Kofoed 41' · Stegius 58', 80+3' | Chi tiết |         |

| Pháp                                                                                             | 9 – 0    | Israel |
| ------------------------------------------------------------------------------------------------ | -------- | ------ |
| Lavogez 3', 18', 36' · Vaysse 7' · Wenger 39', 51' · Bourgoing 57' · Gearain 66' · Belkacemi 68' | Chi tiết |        |

| Thụy Điển             | 2 – 0    | Israel |
| --------------------- | -------- | ------ |
| Stegius 5' · Diaz 67' | Chi tiết |        |

| Croatia | 0 – 4    | Pháp                                         |
| ------- | -------- | -------------------------------------------- |
|         | Chi tiết | Le Bihan 22' · Lavogez 25', 74' · Vaysse 31' |

| Pháp                      | 2 – 3    | Thụy Điển            |
| ------------------------- | -------- | -------------------- |
| Le Bihan 37' · Wenger 40' | Chi tiết | Stegius 7', 27', 74' |

| Israel               | 2 – 2    | Croatia        |
| -------------------- | -------- | -------------- |
| Twil 25' · Bakal 79' | Chi tiết | Šalek 43', 56' |

#### Bảng 9
| Đội     | Tr | T | H | B | BT | BB | HS  | Đ |
| ------- | -- | - | - | - | -- | -- | --- | - |
| Thụy Sĩ | 3  | 3 | 0 | 0 | 13 | 0  | +13 | 9 |
| Ba Lan  | 3  | 2 | 0 | 1 | 20 | 1  | +19 | 6 |
| Estonia | 3  | 1 | 0 | 2 | 5  | 16 | −11 | 3 |
| Latvia  | 3  | 0 | 0 | 3 | 1  | 22 | −21 | 0 |

| Ba Lan | 9 – 0    | Estonia |
| --- | -------- | ------- |
| Balcerzak 9' · Küppas 19' (l.n.) · Sobkowicz 21', 73' · Nosalik 26' · Szaj 40+3' · Stodulska 60' · Bużan 62' · Silkowska 80+3' | Chi tiết |         |

| Thụy Sĩ                                                                       | 6 – 0    | Latvia |
| ----------------------------------------------------------------------------- | -------- | ------ |
| Sac 21' · Rochaix 47' · Fischer 55' · Bernet 59' · Ehrenbolger 70' · Calo 78' | Chi tiết |        |

| Thụy Sĩ                                               | 6 – 0    | Estonia |
| ----------------------------------------------------- | -------- | ------- |
| Calo 6', 66' · Heule 26' · Wuichet 43', 76' · Sac 51' | Chi tiết |         |

| Latvia | 0 – 11   | Ba Lan |
| ------ | -------- | --- |
|        | Chi tiết | Szaj 8', 26' · Balcerzak 21', 52' (ph.đ.), 74' · Sobkowicz 33', 39' · Stodulska 42', 61', 65' · Guściora 62' |

| Ba Lan | 0 – 1    | Thụy Sĩ           |
| ------ | -------- | ----------------- |
|        | Chi tiết | Nosalik 3' (l.n.) |

| Estonia                                   | 5 – 1    | Latvia       |
| ----------------------------------------- | -------- | ------------ |
| Ladva 2', 57', 64' · Lepik 23' · Toom 66' | Chi tiết | Zvonkova 80' |

#### Bảng 10
| Đội            | Tr | T | H | B | BT | BB | HS  | Đ |
| -------------- | -- | - | - | - | -- | -- | --- | - |
| Wales          | 3  | 2 | 1 | 0 | 10 | 3  | +7  | 7 |
| Nga            | 3  | 2 | 1 | 0 | 7  | 4  | +3  | 7 |
| Hy Lạp         | 3  | 1 | 0 | 2 | 8  | 8  | 0   | 3 |
| Quần đảo Faroe | 3  | 0 | 0 | 3 | 1  | 11 | −10 | 0 |

| Wales                                | 4 – 0    | Quần đảo Faroe |
| ------------------------------------ | -------- | -------------- |
| Keryakoplis 6', 29', 47' · Green 34' | Chi tiết |                |

| Nga                                          | 3 – 2    | Hy Lạp                          |
| -------------------------------------------- | -------- | ------------------------------- |
| Piskunova 10' · Veselukha 53' · Kiskonen 66' | Chi tiết | Kollia 48' · Mitkou 60' (ph.đ.) |

| Wales                                    | 4 – 1    | Hy Lạp     |
| ---------------------------------------- | -------- | ---------- |
| Keryakoplis 14', 16', 55' · Curson 40+2' | Chi tiết | Kollia 34' |

| Quần đảo Faroe | 0 – 2    | Nga                          |
| -------------- | -------- | ---------------------------- |
|                | Chi tiết | Kiskonen 12' · Veselukha 29' |

| Nga                                    | 2 – 2    | Wales                |
| -------------------------------------- | -------- | -------------------- |
| Piskunova 8' · Veselukha 80+3' (ph.đ.) | Chi tiết | Keryakoplis 13', 35' |

| Hy Lạp                                                                 | 5 – 1    | Quần đảo Faroe |
| ---------------------------------------------------------------------- | -------- | -------------- |
| Mouratidou 26' · Kollia 33' · Vardali 37' · Mitkou 54' · Papakosta 74' | Chi tiết | Johannesen 49' |

### Xếp hạng đội nhì bảng
Chỉ các trận đấu với đội nhất bảng và thứ ba mới được sử dụng để xác định thứ hạng.
Danh tính các đội nhì xuất sắc được UEFA công bố ngày 22 tháng 10 năm 2010.
| Bảng | Đội              | Tr | T | H | B | BT | BB | HS | Đ |
| ---- | ---------------- | -- | - | - | - | -- | -- | -- | - |
| 6    | Anh              | 2  | 1 | 1 | 0 | 2  | 0  | +2 | 4 |
| 10   | Nga              | 2  | 1 | 1 | 0 | 5  | 4  | +1 | 4 |
| 9    | Ba Lan           | 2  | 1 | 0 | 1 | 9  | 1  | +8 | 3 |
| 5    | Ý                | 2  | 1 | 0 | 1 | 8  | 5  | +3 | 3 |
| 8    | Pháp             | 2  | 1 | 0 | 1 | 6  | 3  | +3 | 3 |
| 4    | Hà Lan           | 2  | 1 | 0 | 1 | 3  | 1  | +2 | 3 |
| 2    | Cộng hòa Ireland | 2  | 1 | 0 | 1 | 1  | 2  | −1 | 3 |
| 3    | Slovenia         | 2  | 1 | 0 | 1 | 2  | 4  | −2 | 3 |
| 1    | Na Uy            | 2  | 0 | 2 | 0 | 3  | 3  | 0  | 2 |
| 7    | România          | 2  | 0 | 1 | 1 | 0  | 1  | −1 | 1 |

### Vòng loại thứ hai
Mười lăm đội đi tiếp cùng Đức có mặt tại vòng hai để chọn ra bốn cái tên còn lại dự vòng chung kết. Lễ bốc thăm chia bảng vong loại thứ hai diễn ra ngày 16 tháng 11 năm 2010.

#### Bảng 1
| Đội       | Tr | T | H | B | BT | BB | HS | Đ |
| --------- | -- | - | - | - | -- | -- | -- | - |
| Iceland   | 3  | 3 | 0 | 0 | 8  | 1  | +7 | 9 |
| Ba Lan    | 3  | 2 | 0 | 1 | 5  | 4  | +1 | 6 |
| Anh       | 3  | 1 | 0 | 2 | 2  | 4  | –2 | 3 |
| Thụy Điển | 3  | 0 | 0 | 3 | 2  | 8  | –6 | 0 |

| Thụy Điển     | 1 – 3    | Ba Lan                                         |
| ------------- | -------- | ---------------------------------------------- |
| Johansson 13' | Chi tiết | Guściora 47' (ph.đ.) · Pajor 48' · Kaletka 71' |

| Iceland                      | 2 – 0    | Anh |
| ---------------------------- | -------- | --- |
| Óladóttir 46' · Jensen 80+2' | Chi tiết |     |

| Iceland                            | 2 – 0    | Ba Lan |
| ---------------------------------- | -------- | ------ |
| Óladóttir 55' · Thrastadróttir 68' | Chi tiết |        |

| Anh           | 1 – 0    | Thụy Điển |
| ------------- | -------- | --------- |
| Sigsworth 33' | Chi tiết |           |

| Thụy Điển   | 1 – 4    | Iceland                                                      |
| ----------- | -------- | ------------------------------------------------------------ |
| Bragnum 33' | Chi tiết | Gardarsdóttir 14' · Óladóttir 35' · Lúdvíksdóttir 78', 80+1' |

| Ba Lan                    | 2 – 1    | Anh       |
| ------------------------- | -------- | --------- |
| Pajor 35' · Sobkowicz 40' | Chi tiết | Kelsh 45' |

#### Bảng 2
| Đội          | Tr | T | H | B | BT | BB | HS | Đ |
| ------------ | -- | - | - | - | -- | -- | -- | - |
| Tây Ban Nha  | 3  | 2 | 0 | 1 | 9  | 4  | +5 | 6 |
| Bỉ           | 3  | 2 | 0 | 1 | 2  | 2  | 0  | 6 |
| Cộng hòa Séc | 3  | 1 | 1 | 1 | 4  | 3  | +1 | 4 |
| Ý            | 3  | 0 | 1 | 2 | 2  | 8  | –6 | 1 |

| Tây Ban Nha            | 2 – 0    | Bỉ |
| ---------------------- | -------- | -- |
| Pinel 71' · Leoz 80+1' | Chi tiết |    |

| Cộng hòa Séc          | 1 – 1    | Ý             |
| --------------------- | -------- | ------------- |
| Di Martino 14' (l.n.) | Chi tiết | Tudisco 80+1' |

| Tây Ban Nha                                                           | 6 – 1    | Ý           |
| --------------------------------------------------------------------- | -------- | ----------- |
| Perez de Heredia 24', 45', 80+2' · Carreño 31' · Ivana 60' · Gili 72' | Chi tiết | Roversi 38' |

| Bỉ         | 1 – 0    | Cộng hòa Séc |
| ---------- | -------- | ------------ |
| Mechez 13' | Chi tiết |              |

| Cộng hòa Séc                                   | 3 – 1    | Tây Ban Nha          |
| ---------------------------------------------- | -------- | -------------------- |
| Krejčiříková 67' · Nováková 70' · Šturmová 77' | Chi tiết | Perez de Heredia 76' |

| Ý | 0 – 1    | Bỉ           |
| - | -------- | ------------ |
|   | Chi tiết | Hannecart 6' |

#### Bảng 3
| Đội      | Tr | T | H | B | BT | BB | HS  | Đ |
| -------- | -- | - | - | - | -- | -- | --- | - |
| Đức      | 3  | 3 | 0 | 0 | 17 | 0  | +17 | 9 |
| Đan Mạch | 3  | 2 | 0 | 1 | 8  | 4  | +4  | 6 |
| Phần Lan | 3  | 1 | 0 | 2 | 3  | 8  | –5  | 3 |
| Nga      | 3  | 0 | 0 | 3 | 0  | 16 | –16 | 0 |

| Đức                                                   | 5 – 0    | Phần Lan |
| ----------------------------------------------------- | -------- | -------- |
| Dallmann 6' · F. Dongus 19', 23', 49' · Petermann 80' | Chi tiết |          |

| Đan Mạch                                                | 5 – 0    | Nga |
| ------------------------------------------------------- | -------- | --- |
| Gewitz 7' · Andersen 34', 80+4' · Jans 46' · Fisker 80' | Chi tiết |     |

| Đức | 9 – 0    | Nga |
| --- | -------- | --- |
| Däbritz 3', 50', 53' · Petermann 7', 58' (ph.đ.) · Leupolz 47' · F. Dongus 63' · Magull 68' (ph.đ.), 79' | Chi tiết |     |

| Phần Lan         | 1 – 3    | Đan Mạch                                      |
| ---------------- | -------- | --------------------------------------------- |
| Saastamoinen 71' | Chi tiết | Fisker 10' · Andersen 62' · Smidt Nielsen 70' |

| Đan Mạch | 0 – 3    | Đức                    |
| -------- | -------- | ---------------------- |
|          | Chi tiết | F. Dongus 6', 57', 59' |

| Nga | 0 – 2    | Phần Lan                      |
| --- | -------- | ----------------------------- |
|     | Chi tiết | Saastamoinen 27' · Heroum 30' |

#### Bảng 4
| Đội      | Tr | T | H | B | BT | BB | HS | Đ |
| -------- | -- | - | - | - | -- | -- | -- | - |
| Pháp     | 3  | 3 | 0 | 0 | 8  | 1  | +7 | 9 |
| Scotland | 3  | 1 | 1 | 1 | 5  | 5  | 0  | 4 |
| Wales    | 3  | 0 | 2 | 1 | 2  | 4  | –2 | 2 |
| Thụy Sĩ  | 3  | 0 | 1 | 2 | 1  | 6  | –5 | 1 |

| Thụy Sĩ      | 1 – 1    | Wales           |
| ------------ | -------- | --------------- |
| Brülhart 68' | Chi tiết | Keryakoplis 74' |

| Scotland | 1 – 4    | Pháp                                  |
| -------- | -------- | ------------------------------------- |
| Ness 60' | Chi tiết | Le Bihan 3', 80+2' · Lavogez 36', 64' |

| Thụy Sĩ | 0 – 2    | Pháp             |
| ------- | -------- | ---------------- |
|         | Chi tiết | Lavogez 11', 50' |

| Wales           | 1 – 1    | Scotland  |
| --------------- | -------- | --------- |
| Keryakoplis 66' | Chi tiết | Brown 31' |

| Scotland                     | 3 – 0    | Thụy Sĩ |
| ---------------------------- | -------- | ------- |
| Weir 13' (ph.đ.), 34', 40+1' | Chi tiết |         |

| Pháp                     | 2 – 0    | Wales |
| ------------------------ | -------- | ----- |
| Declercq 16' · Diani 66' | Chi tiết |       |

## Vòng chung kết
Bốn đội nhất bảng lọt vào vòng chung kết tại Centre sportif de Colovray Nyon, Nyon, Thụy Sĩ từ 28 tới 31 tháng 7 năm 2011.
|  | Bán kết             | Bán kết |                     |       | Chung kết | Chung kết |
|  |                     |         |                     |       |           |           |
|  | 28 tháng 7 năm 2011 |         |                     |       |           |           |
|  |                     |         |                     |       |           |           |
|  | Iceland             | 0       |                     |       |           |           |
|  | Iceland             | 0       | 31 tháng 7 năm 2011 |       |           |           |
|  | Tây Ban Nha         | 4       |                     |       |           |           |
|  | Tây Ban Nha         | 4       | Tây Ban Nha         | 1     |           |           |
|  | 28 tháng 7 năm 2011 |         | Tây Ban Nha         | 1     |           |           |
|  |                     | Pháp    | 0                   |       |           |           |
|  | Đức                 | Pháp    | 0                   | 2 (5) |           |           |
|  | Đức                 |         |                     | 2 (5) |           |           |
|  | Pháp                | 2 (6)   |                     |       |           |           |
|  | Pháp                | 2 (6)   | Tranh hạng ba       |       |           |           |
|  |                     |         |                     |       |           |           |
|  | 31 tháng 7 năm 2011 |         |                     |       |           |           |
|  |                     |         |                     |       |           |           |
|  | Iceland             | 2       |                     |       |           |           |
|  | Iceland             | 2       |                     |       |           |           |
|  | Đức                 | 8       |                     |       |           |           |

### Bán kết
| Iceland | 0 – 4    | Tây Ban Nha                                              |
| ------- | -------- | -------------------------------------------------------- |
|         | Chi tiết | García 12' · Putellas 34', 36' · Viggosdóttir 67' (l.n.) |

| Đức                                                                         | 2 – 2 (s.h.p.) | Pháp                                                                                  |
| --------------------------------------------------------------------------- | -------------- | ------------------------------------------------------------------------------------- |
| Magull 8' · Jäger 68'                                                       | Chi tiết       | Lavogez 49' · Belkacemi 60'                                                           |
| Loạt sút luân lưu                                                           |                |                                                                                       |
| Magull · Dallman · Seifert · Petermann · Däbritz · Bröckl · Jäger · Leupolz | 5 – 6          | Lavogez · Belkacemi · Declercq · Kerrache · Huchet · Mbock Bathy Nka · Adram · Wenger |

### Tranh hạng ba
| Iceland                                | 2 – 8    | Đức                                                                      |
| -------------------------------------- | -------- | ------------------------------------------------------------------------ |
| Thrastadróttir 48' · Lúdvíksdóttir 80' | Chi tiết | Däbritz 12' · Magull 14', 40+1', 47' · Jäger 26', 38', 67' · Leupolz 68' |

### Chung kết
| Tây Ban Nha   | 1 – 0    | Pháp |
| ------------- | -------- | ---- |
| Pomares 80+2' | Chi tiết |      |

| Vô địch Giải vô địch bóng đá nữ U-17 châu Âu 2011 |
| ------------------------------------------------- |
| · Tây Ban Nha · Lần thứ hai                       |